# Хаммер-на-Иккере
Хаммер-на-Иккере (нем. Hammer a.d. Uecker) — община в Германии, в земле Мекленбург-Передняя Померания.
Входит в состав района Иккер-Рандов. Подчиняется управлению Торгелов-Фердинандсхоф. Население составляет 527 человек (2009); в 2003 г. — 549. Занимает площадь 21,47 км².
| Год  | Население |
| ---- | --------- |
| 1991 | 654       |
| 1995 | 577       |
| 2000 | 571       |
| 2005 | 552       |
| 2010 | 512       |